# Acer kuomeii
Acer kuomeii é uma espécie de árvore do gênero Acer, pertencente à família Aceraceae.